# Kuriakos Elias Chavara
Kuriakos Elias Chavara (Kainakary, 10. veljače 1805. – Koonammavu, 3. siječnja 1871.), sirijski katolički svetac i reformator. On je drugi kanonizirani svetac Siro-malabarske katoličke Crkve.

## Životopis
Rođen je u Kainakaryju u Indiji 10. veljače 1805. godine kao sin Ike (Kuriakos) Chavare i Marijam Thoppile. Kršten je 17. veljače 1805. u Siro-malabarskoj katoličkoj Crkvei. 1818. godine ulazi u biskupijsko sjemenište te je 29. studenog 1829. zaređen za svećenika. 1831. je započeo s prvom kućom Reda u Mannanami, a 1866. godine je pripomogao osnivanju Kongregacije Sestara od Gore Karmela. 1861. je postavljen za Generalnog vikara za Siro-malabaričku crkvu. Umro je Koonammavu 3. siječnja 1871. godine. Papa Ivan Pavao II. ga je proglasio blaženim 8. veljače 1986., a papa Franjo svetim 23. studenog 2014. godine u Vatikanu. Spomendan mu se obilježava 3. siječnja.